# Aljaksandra Herasimenja
Aljaksandra Herasimenja (belarusiska: Аляксандра Герасіменя) född 31 december 1985 i Minsk, är en belarusisk simmare som specialiserar sig på frisim och ryggsim. Herasimenja har vunnit ett EM-guld från år 2010 i Budapest samt ett VM-guld som hon vann i Shanghai 2011. Hon har även deltagit vid tre OS och vann två silver i London 2012 samt en bronsmedalj vid OS i Rio 2016.
Aljaksandra Herasimenja åkte fast för doping år 2003 och blev avstängd i två år för användandet av norandrosterone. 